# Daniel Serrão
Daniel Serrão (São Dinis (Vila Real), 1 de marzo de 1928 - Trofa, 8 de enero de 2017), fue un médico portugués, pionero en la bioética y en la Anatomía Patológica en Portugal. Era especialista en ética de la Vida y miembro de la Academia Pontificia para la Vida.

## Vida
Daniel dos Santos Pinto Serrão nació el 1 de marzo de 1928 en la ciudad de São Dinis en Vila Real. Asistió a las escuelas superiores de Viana do Castelo y Coímbra. En 1944 concluye los estudios de Secundaria en Aveiro, y un año después termina el curso adicional de Ciencias. En 1951 finaliza la licenciatura en medicina en la Facultad de Medicina de Universidad de Oporto.
Entre 1951 y 1953 realizó el servicio militar obligatorio, sirviendo en el Hospital Regional Nº 1 de Oporto. En 1958 se casó con María de Castro Valladares Cuaresma Souto Rosario, quien tuvo seis hijos: Manuel José Valadares Souto Pinto Serrao, Luis Daniel Valadares Souto Pinto Serrao (muerto en 1994), Maria do Rosario Valadares Souto Pinto Serrao Maria Paula Souto Valadares Pinto Serrao, María Beatriz de Valadares Souto Pinto Serrao (muerto en 2013) y María Fernanda de Valadares Souto Pinto Serrao. Cuando falleció tenía 10 nietos.
En 1959, realiza el doctorado, y en 1961 consigue por unanimidad el puesto de profesor de Patología. Desde octubre de 1967 hasta noviembre de 1969 estuvo en Luanda, sirviendo en el Hospital Militar como anatomopatólogo, saliendo como Mayor en la Guerra colonial portuguesa.

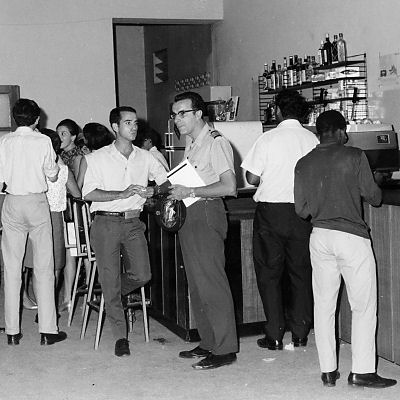
Daniel Serrão en Luanda, como el capitán miliciano médico en 1968.

En 1971 es nombrado catedrático de Anatomía Patológica en la Facultad de Medicina de Oporto, y director del servicio de Anatomía Patológica del Hospital de san Juan.
En junio de 1975, durante el Proceso Revolucionario en Curso, fue destituido de todos sus cargos y funciones, por la política de depuración llevada por aquel entonces por el gobierno . Al mes siguiente abrió un laboratorio privado de Anatomía Patológica, donde trabajó durante más de 25 años. En junio de 1976, tras la salida de la extrema izquierda del gobierno, Daniel Serrão pudo, por decisión del Consejo de la Revolución, reanudar todas sus funciones hospitalarias y académicas.
El laboratorio privado de patología que fundó en julio de 1975 fue dirigido por el doctor Serrão hasta diciembre de 2002. Durante ese período, el laboratorio realizó más de 1,6 millones de exámenes histológicos y citológicos para hospitales públicos y privados.
El 4 de noviembre de 2008 fue galardonado con la Gran Cruz de la Orden Militar de Santiago de la Espada
En 2009, con motivo de su 80 cumpleaños, recibió un homenaje por parte del Centro Regional do Porto de la Universidad Católica y del Instituto de Bioética UCP. Desde entonces, el premio "Ordem dos Médicos"  se denomina "Premio Daniel Serrão", y está destinado a premiar al médico que se haya graduado en el último año en la Facultad de Medicina de Oporto, en el Instituto de Ciencias Biomédicas Abel Salazar o en la Escuela de Ciencias de la Salud de la Universidad de Minho, y que haya logrado la calificación más alta.
En 2010, el Ayuntamiento de Vila Nova de Gaia dio su nombre a una nueva calle situada entre el  Avenida la República y Calle General Torres.
En 2014 fue atropellado en Oporto, en un paso de peatones en la intersección entre las calles Conde de Avranches con Santo Tomé, e ingresado de urgencia en el Hospital de San Juan. Murió el 8 de enero de 2017, una víctima de problemas respiratorioscausados por el atropello.